# خفن (روستا)
جفن (به هلندی: Geffen) یک منطقهٔ مسکونی در هلند است که در ماسدونگ واقع شده‌است. جفن ۴٬۵۶۷ نفر جمعیت دارد.